# Montes Riphaeus
Montes Riphaeus är en bergskedja på sydvästra delen av den sida av månen som är vänd mot jorden. Den har fått sitt namn efter ett antikt, grekiskt namn för Uralbergen.
Montes Riphaeus sträcker sig huvudsakligen i sydsydväst-nordnordostlig riktning, med månhavet Oceanus Procellarum på sin västra sida och månhavet Mare Cognitum på sin östra sida. I nordost ligger månhavet Mare Insularum, där den amerikanska månsonden Surveyor 3 och Apollo 12 landade.
En del av bergen i bergskedjan är kringflutna av lava, särskilt finns ett stort sådant område i norra delen av bergskedjan. Väster om bergskedjan ligger den lilla men framträdande kratern Euklides. Omkring 100 kilometer norr om bergskedjan ligger den stora kratern Lansberg.